# Natàlia de Sayn-Wittgenstein-Berleburg
Nathalie de Sayn-Wittgenstein-Berleburg (nata el 2 de maig de 1975, a la ciutat de Copenhaguen a Dinamarca) és filla de la princesa Benedicta de Dinamarca i de Richard de Sayn-Wittgenstein-Berleburg. És exclosa de la successió perquè no va créixer a Dinamarca.
Descobrí un gran amor pels cavalls i per muntar en la primera infantesa, i de la seva passió ha fet una ocupació. Començà el 1994 a entrenar-se al parc suec Flyinge amb l'entrenadora Kyra Kyrklund, anterior campiona mundial en ensinistrament hípic.
La nova societat resultà molt reeixida després d'un temps relativament curt. Va guanyar un lloc en l'equip olímpic de 2000 com genet de reserva, i després va participar en el Campionat europeu de 2001, on va guanyar una medalla de bronze i al Campionat Mundial 2002 (on ha atenyit el quart lloc) amb l'equip danès. És un membre de l'equip d'hípica de Dinamarca que durant els Jocs Olímpics d'Estiu 2008 va guanyar una medalla de bronze. El 2017 va esdenir l'entrenadora de l'equip nacional danès d'ensinistrament clàssic.
Cria cavalls, com fa la mare, Benedicta de Dinamarca. A la tardor del 2005 va obrir la seva granja de cavalls a Bad Berleburg.
Es va casar amb Alexander Johannsmann, un criador de cavalls alemany el maig de l'any 2011, dos mesos després va nàixer el fill Konstantin. El 2015 va tenir una filla, Lluísa. Tot i que no pertany a la familia reial en sentit estricta,la casa reial de Dinamarca la que ha anunciat el divorci l'agost de 2022. El 2024 hi va haver problemes grossos en el quatre membre de la junta, de les quals Nathalie, van dir que van ser objecte d'assetjament.